# Time-division multiplexing
In telecomunicazioni la multiplazione a divisione di tempo, più conosciuta come time-division multiplexing (corrispondente termine di lingua inglese), sigla TDM, è una tecnica di multiplazione ovvero di condivisione di un canale di comunicazione secondo la quale ogni dispositivo ricetrasmittente ottiene a turno l'uso esclusivo dello stesso (e delle risorse ad esso dedicate cioè ad esempio l'intera banda) per un breve lasso di tempo (125 µs nello standard E0).
Per rafforzare il fatto che l'allocazione del tempo del canale è rigida si usano anche i termini
multiplazione a divisione di tempo sincrono (STDM) o multiplazione a divisione di tempo quantizzato (QTDM).

## Descrizione
Il tempo di utilizzo del canale è organizzato in frame tutti della stessa durata. Ciascuno di questi frame è ulteriormente suddiviso - sempre in modo equanime - in slot.
È un sistema di multiplazione spettralmente più efficiente rispetto alla classica FDM in quanto elimina la necessità degli intervalli di guardia o separazione tra le varie bande di frequenza utilizzate invece da quest'ultima forma di multiplazione. Necessita d'altro canto di un circuito di sincronizzazione temporale in ricezione per l'estrazione del time-slot di competenza.

## Differenziazione dei livelli di servizio
Di trama in trama, la sequenza di accessi degli utenti si ripete sempre uguale a se stessa. All'interno di una singola trama è poi possibile sagomare il livello di servizio (cioè il bitrate) offerto a ciascun utilizzatore assegnandogli anche più di uno slot. Questa tecnica permette di far uso di un solo canale fisico di elevata capacità per simulare abbastanza flessibilmente più canali virtuali o logici di capacità inferiore.

## Aspetti economici
La motivazione ultima del largo utilizzo delle tecniche di multiplazione nelle lunghe tratte (si pensi alle dorsali transoceaniche, o alle trasmissioni via satellite) risiede nell'economia di scala che si realizza accentrando le risorse, ovvero realizzando un singolo canale numerico di alta capacità invece di molti canali di capacità inferiore. Inoltre la multiplazione a divisione di tempo offre una maggiore flessibilità nella gestione.

## Realizzazione
In molte tecnologie basate sulla multiplazione a divisione di tempo, sono necessari appositi apparati detti multiplatore/demultiplatori (o MUX/DEMUX), posti agli estremi del circuito ad alta capacità da gestire, che si occupano di collegare il flusso di dati ad alta capacità con i numerosi circuiti in cui esso è diviso (detti flussi tributari). 
Questi apparati devono copiare dati numerici a velocità anche molto alte, e la velocità dei circuiti elettronici per eseguire queste operazioni costituisce un limite alle velocità dei collegamenti che possono essere gestiti con questa tecnica.
In altre tecnologie, tipicamente utilizzate in ambito di rete locale, non esistono apparati di MUX/DEMUX, e l'accesso sincrono al canale condiviso è governato mediante algoritmi di coordinamento tra le stazioni che devono trasmettere come gli algoritmi di CSMA.
Nel caso telefonico vengono utilizzati sistemi mux a livelli gerarchici (portante-E): il primo livello base permette di gestire 30 utenti circa, i livelli successivi sono realizzati da più livelli precedenti usati in gruppi da 4.
Una prerogativa di questo tipo di multiplazione è la necessità di sincronizzazione da parte del ricevitore/trasmettitore nella trama e nello slot di competenza.

## Protocolli
I protocolli più usati di multiplazione TDM che ricadono nell'ambito delle trasmissioni in reti trasporto sono il PDH e l'SDH/SONET.

## Applicazioni
La multiplazione a divisione di tempo è la scelta d'elezione per sistemi a commutazione di circuito, poiché permette di garantire la costanza del bitrate assegnato a ciascun utente, eventualmente anche a costo di una non piena efficienza di sfruttamento della larghezza di banda del mezzo trasmissivo. Ad esempio la multiplazione TDM è utilizzata, assieme alla codifica PCM, per le trasmissioni di fonia nella rete telefonica. Ove sia richiesta maggiore flessibilità ed efficienza, e si sia disposti a rinunciare alla garanzia di una qualità costante, è preferibile far uso di altre tecniche, tipicamente la commutazione di pacchetto.